# 清水彩花 (1988年生)
清水 彩花（しみず あやか、1988年9月19日 - ）は、フリーランスの女優・タレント。

## 略歴
1997年、ミュージカル『アニー』でシャーリー役を務める。
その後、アルゴミュージカル・ミュージカル座の舞台を中心に出演。
2014年、パシフィックボイス所属となる。
2015年、ミュージカル『レ・ミゼラブル』で、コゼット役を務め、2017年も同役を務める。

## 主な出演

### 舞台・ミュージカル
- ミュージカル『アニー』

（1997年） - シャーリー 役
（2001年） - ダフィー 役
- アルゴミュージカル
  - 『フラワー』（1998年）
  - 『フラワー メズーラの秘密』（1999年）
  - 『あんず 心の扉をあけて』（2000年）
  - 『誰もがリーダー　誰もがスター』（2002年）
  - 『山に抱かれて - 新子猿物語 -』（2003年）
  - 『あんず〜心の扉をあけて〜』（2025年公演予定） - あんず 役[2]
- 『レ・ミゼラブル』

（2007年・2009年） - マテロット 役
（2013年） - アンサンブル
（2015年・2017年）- コゼット 役
- ミュージカル座公演
  - 『ひめゆり』（2010年） - あき 役
  - 『トラブルショウ』（2010年） - 栗原あけみ 役
  - 『舞台に立ちたい』（2011年） - みゆき 役
  - 『不思議なラブ・ストーリー』（2014年） - アイリーン 役
- 『オズの魔法使い』
- ミュージカル『GOLD－カミーユとロダン』（2011年）
- 『Count Down My Life』（2012年）
- ミュージカル座「ひめゆり」（ミュージカル）（2014年・2016年・2017年・2018年7月）ふみ役
- ミュージカル座「野の花」（2020年8月19日-23日、星組）
- ミュージカル座「ひめゆり」（ミュージカル）（2021年3月・7月・2024年4月）キミ役[3]
- ミュージカル『キャッチ・ミー・イフ・ユー・キャン』（2024年8月 - 9月）[4]
- ミュージカル『初恋 Sada Yacco: Japan's first actress』（2025年3月）主演・川上貞奴 役[5]
- 舞台『お蒸され男子！』（2025年4月）[6]
- ミュージカル『マリー・キュリー』（2025年10月 - 11月公開予定）[7]

### テレビドラマ
- 大河ドラマ『八重の桜』（2013年）- 演：松平照 役

### 映画
『プリンス・オブ・エジプト』（1999年） - 幼少期のミリアムの歌声